# La Médaille d'honneur
Pour plus de détails, voir Fiche technique et Distribution.
La Médaille d'honneur est une fiction roumaine réalisée par Călin Peter Netzer, sortie en 2009, et le 12 novembre 2010 sur les écrans roumains. 

## Synopsis
Âgé de 75 ans, Ion se souvient à peine à peine de la guerre dans laquelle il fut plongé bien des années plus tôt. Sans amis, sans famille, c'est un pauvre retraité perdu parmi d'autres. Un jour, il reçoit par erreur la Médaille d'Honneur, et c'est des mains du président de Roumanie Ion Iliescu, qu'il est décoré. Dès lors, il décide de se battre pour une dignité qu'il avait perdue.

## Fiche technique
- Titre français : La Médaille d'honneur
- Titre roumain : Medalia de onoare
- Dates de sortie : 
  -  Grèce : Festival international du film de Thessalonique : 14 novembre 2009
  -  Roumanie : Festival international du film de Transylvanie : 2 juin 2010
  -  France : Arras Film Festival : 12 novembre 2010
  -  Roumanie : 12 novembre 2010

## Distribution
- Victor Rebengiuc - Ion
- Doru Ana
- Mircea Andreescu
- Radu Beligan

## Production

### Récompenses
- Festival international du film de Thessalonique 2009 : Alexandre d'argent, meilleur acteur
- Festival international du film d'Arras 2010
  - Prix de la mise en scène
- Festival du film de Turin 2009
  - Meilleur scénario
  - Prix du public
  - Mention spéciale pour Victor Rebengiuc